# نيجني لوموف
نيجني لوموف (بالروسية: Нижний Ломов) هي إحدى مدن روسيا في الكيان الفدرالي الروسي بانزا أوبلاست.

## أعلام المدينة
فلاديمير كولوكولتسيف